# Rapport poussée sur poids

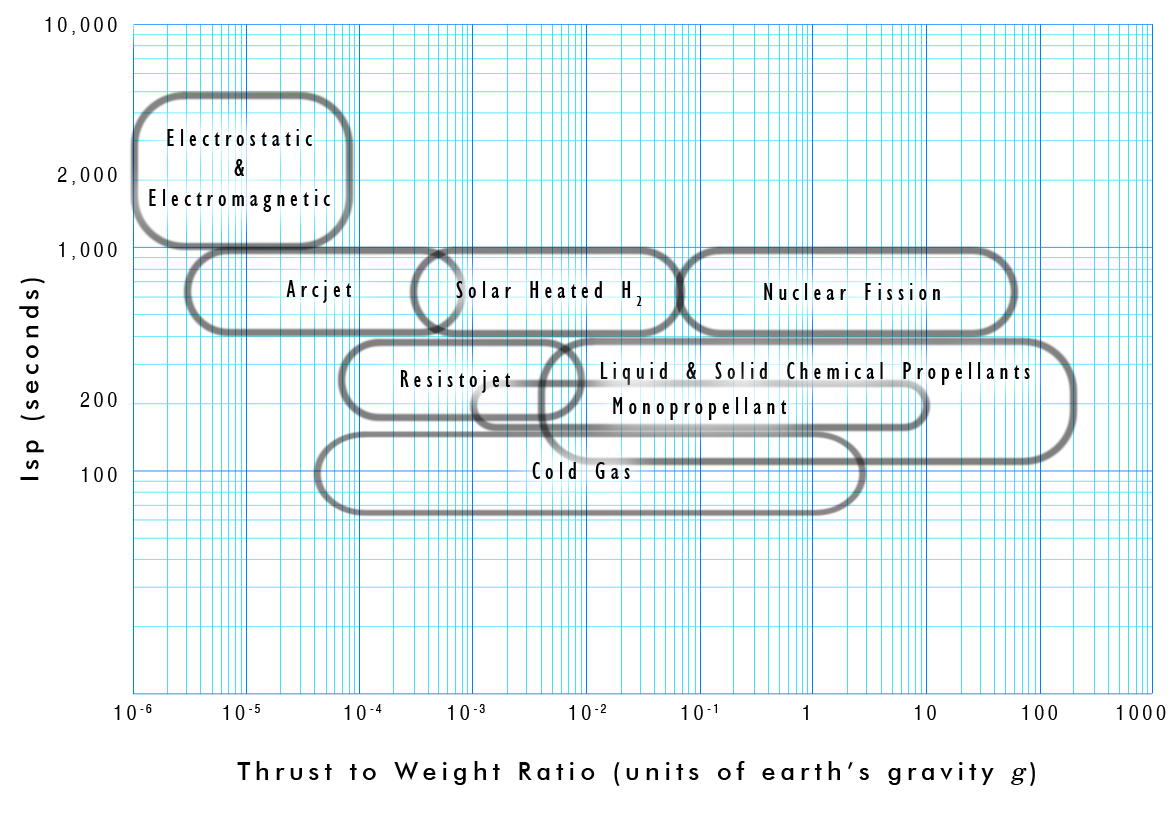
Graphique représentant les ratios de rapport poussée sur poids

Le rapport poussée/poids est un coefficient calculé en divisant la poussée d'un engin à réaction (moteur fusée, avion, etc.) par son poids exprimés en newtons dans le Système international d'unités. Un rapport supérieur à 1 signifie que l'engin est capable d'accélérer sur une trajectoire verticale ascendante, ce qui est le cas des fusées et des avions militaires les plus manœuvrants. Pour les avions commerciaux, ce rapport varie entre 0,2 (Airbus A340 de première génération) et 0,3 (A320).